# Pointe-des-Cascades
Pointe-des-Cascades är en bykommun (municipalité de village) i provinsen Québec i Kanada. Den ligger i regionen Montérégie, i den sydöstra delen av landet, 140 km öster om huvudstaden Ottawa.